# Krobia itanyi
Krobia itanyi är en fiskart som först beskrevs av Puyo, 1943.  Krobia itanyi ingår i släktet Krobia och familjen Cichlidae. Inga underarter finns listade i Catalogue of Life.